# Karl Blind
Karl Blind (Mannheim, 1826. szeptember 4. – London, 1907. május 31.) német politikus és író.

## Élete
Már egyetemi hallgató korában vett részt politikai mozgalmakban, amiért is Heidelbergben elzárták. Azután radikális lapoknak lett munkatársa. Az 1848-as forradalom kitörésekor azonnal Hecker pártjára állott, de megsebesült és Elzászban volt kénytelen menedéket keresni. Részt vett ezután a Struve-féle fölkelésben, de a vezérrel együtt elfogták és 8 évi fegyházra ítélték. De a nép megnyitotta börtönét, az ideiglenes kormány pedig Párizsba küldte, ahonnan azonban III. Napóleon elnök mint forradalmi izgatót száműzte. Alig hogy Badenbe visszatért, máris Brüsszelbe kellett költöznie, ahonnan 1852-ben Londonba ment. Itt szoros összeköttetésben maradt az európai demokrácia főembereivel (Garibaldi, Mazzini, Ledru-Rollin, Louis Blanc és másokkal) és sokat irogatott német, angol, olasz és amerikai lapokba. Évekig szolgálta a schleswig-holsteini ügyet, főleg azáltal, hogy a schleswigi vezérférfiak emlékiratait az angol külügyi miniszteriummal bizalmas uton közölte. Hazaszeretetének jelét adta 1870-71–ben is: A defence of the German Cause című művével. Politikai dolgozatain kívül történeti és régészeti cikkeket írt számos angol és bécsi lapba.